# 96591 Emiliemartin
96591 Emiliemartin este o planetă minoră (asteroid), cu un diametru de 5,886 km, din centura de asteroizi. A fost descoperită pe 7 decembrie 1998 la Caussols de OCA-DLR Asteroid Survey⁠(d). 
Obiectul prezintă o orbită caracterizată de o semiaxă mare de 3,1090015622312 UAi, o excentricitate de 0,17379076273116, o înclinație de 1,0040015849438 ° în raport cu ecliptica.